# Лин (Албанија)
Лин (алб. Lin) је насељено место у општини Поградец у округу Корча, Албанија. Према попису из 2001. године било је 1.054 становника.
Према бугарском географу и историчару, Василу Канчову, у Лину је 1900. године живело 300 Словена хришћана и 300 Албанаца муслимана. Године 2007. у Лину је живело измешано православно и муслиманско становништво, док се локалним словенским говором служило само неколико породица.